# Crossotus tamer
Crossotus tamer là một loài bọ cánh cứng trong họ Cerambycidae.